# ماریان آری
ماریان آری (فرانسوی: Maryan Hary‎؛ زادهٔ ۲۷ مهٔ ۱۹۸۰) دوچرخه‌سوار اهل فرانسه است.